# Céu Pires de Lima
Maria do Céu Cupertino de Miranda Pires de Lima (Porto, 5 de Junho de 1947) é uma empresária e piloto portuguesa de automóveis todo-terreno (Off Road) que participou do Rali Dakar de 1997 e de 2006.

## Biografia
Os de Lima são descendentes por linha feminina de D. Leonel de Lima, 1.° Visconde de Vila Nova de Cerveira, e de sua mulher D. Filipa da Cunha.
Céu é a piloto portuguesa com mais experiência no todo-terreno de competição, conta já com 32 vitórias na Taça das Senhoras em provas nacionais, e seis vitórias finais nessa categoria, de 1993 a 1997 e em 2005.
É empresária e desportista amadora, participa em diversas provas de todo-terreno e conseguiu concluir o Lisboa-Dakar 2006 com 58 anos de idade. Após isso, passou algum tempo afastada das corridas e regressou aos 60 anos.